# مارتين أرزواغا
مارتين إنريكي أرزواغا (بالإسبانية: Martín Arzuaga)‏ (مواليد 22 يوليو 1981 في بيسري) لاعب كرة قدم كولومبي دولي يجيد اللعب في خط الهجوم . يلعب حاليا لصالح نادي جونيور بارانكويلا الكولومبي من سنة 2010 .

## روابط خارجية
- مارتين أرزواغا على موقع الاتحاد الدولي (مؤرشف)  (الإنجليزية)
- مارتين أرزواغا على موقع قاعدة بيانات كرة القدم.إي يو (الإنجليزية)
- مارتين أرزواغا على موقع ناشيونال فوتبول تيمز (الإنجليزية)
- مارتين أرزواغا على موقع Soccerway.com (الإنجليزية)
- مارتين أرزواغا على موقع AS.com (الإسبانية)